# Croce e medaglia Benemeriti per l'anno santo della Redenzione 1933
La Croce e medaglia Benemeriti per l'anno santo della Redenzione 1933" venne istituita da papa Pio XI per premiare quanti avessero preso parte agli eventi dell'Anno Santo straordinario della Redenzione svoltosi nel 1933, nel 1900º anniversario della morte e risurrezione di Gesù Cristo, atto col quale secondo la religione cristiana l'umanità è stata redenta dal peccato originale. 
La decorazione venne istituita in una croce di quattro classi di benemerenza e una medaglia che venne distribuita a civili e militari impegnati nelle operazioni della celebrazione.

## Insegne
La croce era composta di una croce piana di argento o bronzo (a seconda delle classi) e smalti rossi, avente tra le braccia una fascia traforata con le lettere "AN. IUB. HUM. RED." ("Anno giubilare della Redenzione dell'umanità"). Sul rovescio, la medesima croce riportava sul braccio orizzontale la parola "BENEMERENTI", mentre quello verticale riportava l'inscrizione "PIVS. XI. P. M. A XIII". La croce era sostenuta al nastro tramite un triregno in metallo sotto il quale erano presenti due chiavi di San Pietro decussate. La medaglia venne realizzata anche in argento dorato per i membri del comitato promotore del giubileo. A seconda delle classi la decorazione aveva un aspetto diverso:
- Croce di I classe - in argento, smaltata integralmente di rosso
- Croce di II classe - in argento, bordo smaltato di rosso
- Croce di III classe - in bronzo, bordo smaltato di rosso
- Croce di IV classe - in bronzo senza smalti

La medaglia era composta da un tondo d'argento o bronzo (a seconda delle classi) riportante al diritto il busto di papa Pio XI rivolto verso destra ed attorniato dalla legenda "PIVS XI PM A XIII". Il rovescio riportava invece nel campo una croce con la scritta "BENEMERENTI", attorno alla quale si trovava una legenda riportante "ANNO JVBILAEI HVMANAE REDENTIONIS". La medaglia aveva un diametro di 36 mm e un peso di 21,6 grammi.
Il nastro era nero con una striscia rossa per parte.